# Heruski
Heruski, germansko pleme, ki je bilo v 1. stoletju pr. n. št. in 1. stoletju n. št. naseljeno v severnem Porenju in ravninah in gozdovih severozahodne Nemčije med sedanjim Osnabrückom  in Hanovrom, potem pa so jih absorbirale plemenske zveze Frankov in Sasov.

## Izvor imena
Etimološki izvor imena Heruskov ni povsem jasen.  Med sodobnimi znanstveniki prevladuje mnenje, da izhaja iz starogermanske bedede *herut – jelen. Pleme je morda dobilo ime po jelenu, ki je imel v germanskem simbolizmu totemistični pomen. Druga hipoteza, ki so jo v 19. stoletju predlagali J. Grimm in drugi, trdi, da ime izhaja iz besede *heru-, ki pomeni meč (gotsko hairus, staroangleško heoru).

## Zgodovina
Heruski so v zgodovini prvič omenjeni v Cezarjevih Komentarjih galskih vojn v opisih dogodkov leta 53 pr. n. št., Cezar piše, da je prečkal Ren, da bi kaznoval Svebe, ker so poslali okrepitve Treverjem. Omenja tudi gozd Bacenis, ki je ločeval ozemlji Heruskov in Svebov. Leta 12 pr. n. št. so Heruske in druga germanska plemena podjarmili Rimljani. 
Ko je Rim poskušal razširiti svoje ozemlje na severno Evropo na desnem bregu Rena, je izkoristil razhajanja v plemenu Heruskov, katere je nekaj časa prišteval celo med svoje zaveznike. V tistem času so bili Heruski razdeljeni med Arminija, ki je zagovarjal prekinitev fevdne zvestbe Rimu in razglasitev neodvisnosti, in njegovega strica Segesta, ki je želel ostati zvest Rimu. Približno po letu 8 n. št. je začelo prevladovati Arminijevo stališče in Arminij je začel načrtovati upor. Segest je večkrat opozoril guvernerja Germanije Publija Kvintilija Vara, da se pripravlja upor, vendar Var ni ukrepal, dokler ni upor resnično izbruhnil.   
Leta 9 je armada združenih germanskih plemen (Heruski, Brukterji, Marsi, Sikambri, Havki in Hati) pod Arminijevim poveljstvom v Tevtoburškem gozdu uničila tri rimske legije pod Varovim poveljstvom. Njihove prapore - orle, ki so imeli velik simbolični pomen, so Germani zaplenili. Uničene XVII., XVIII. in XIX. legije niso Rimljani nikoli niti obnovili niti uporabili njihovih številk, kar je izjemen primer v rimski vojaški zgodovini. 
Po uporih v rimskih legijah leta 14 se je njihov poveljnik Germanik na pobudo svojih legionarjev odločil, da bo vkorakal v Germanijo in povrnil izgubljeno rimsko čast. Po hitrem napadu na Hate je z vojsko 12.000 legionarjev, 26 kohort pomožnih vojakov in osmih oddelkov konjenice vdrl na ozemlje Marsov. Tacit poroča, da je rimska vojska z ognjem in mečem opustošila 50 milj široko ozemlje in se pri tem "ni ozirala niti na starost niti na spol" in zasegla izgubljenega orla XVII.  ali XVIII. Varove legije. Sledil je obračun s Heruski. Germanik je prejel Segestov prošnjo, naj ga reši pred Arminijevim obleganjem. Rimljani so ga rešili skupaj s skupino sorodnikov in družinskih članov, med katerimi je bila tudi Segestova hčerka in Arminijeva žena Tusnelda. Germanik jih je preselil v Galijo in se potem odpravil na prizorišče bitke v Tevtoburškem gozdu, kjer so njegovi vojaki pokopali mrtve in nasuli pogrebno gomilo. 
Sledil je niz bitk, v katerih so imeli Rimljani majhne izgube. Izgleda, da je bil Arminij v premoči, vendar ga je Germanik leta 16 premagal v bitki pri Idistavisu in leta 18 pri Angrivarskem zidu. Leta 19 je poglavar Hatov Adgandestrij prosil Rimljane za strup, s katerim bi ubil Arminija. Tacit trdi, da je bila njegova prošnja zavrnjena, češ da se "Rimljani svojim nasprotnikom ne maščujejo zahrbtno, ampak z orožjem v odkritem spopadu". Po odločilnih rimskih zmagah so se med germanskimi plemeni začeli medsebojni spori. Arminija so obtožili, da poskuša postati kralj in ga leta 21 zastrupili. 
Rimljani so po Arminijevi smrti pustili Heruske bolj ali manj pri miru. Leta 47 so Heruski zaprosili Rimljane, naj jim pošljejo Arminijevega nečaka Italika, da jim bo vladal kot kralj, ker je bilo njihovo plemstvo uničeno v medsebojnih obračunavanjih. Začetek Italikovega vladanja je bil obetaven,  zaradi njegove rimske vzgoje in rimskega državljanstva pa je kmalu padel v nemilost.
Med vladanjem preudarnega cesarja Hadrijana je bil zgrajen limes, ki je zaprl vrzel med Renom in Donavo in preprečeval vdore iz uporniške in nestabilne Germanije.
Kasnejša zgodovina Heruskov je večinoma neznana. V 4. stoletju so morda sodelovali pri nastajanju saškega in/ali frankovskega naroda. 